# Carles Rexach
Pour les articles homonymes, voir Rexach.
Carles Rexach, né le 13 janvier 1947 à Barcelone (Catalogne, Espagne), est un ancien footballeur du FC Barcelone reconverti en entraîneur. Comme joueur, il remporte le championnat d'Espagne, la Coupe d'Europe des vainqueurs de coupe et quatre Coupes d'Espagne. Il est le meilleur buteur de la Liga en 1971. Avec l'équipe d'Espagne, il participe à la Coupe du monde de 1978 en Argentine.
Il est l'assistant de Johan Cruijff entre 1988 et 1996 lorsque celui-ci entraîne le FC Barcelone. Rexach entraîne le FC Barcelone lors de la saison 2001-2002. Il a été également recruteur pour le Barça, pour lequel il recruta notamment Lionel Messi lors de l'été 2000.
Entre février et juillet 2015, il est co-directeur sportif du FC Barcelone en compagnie d'Ariedo Braida.

## Carrière de joueur
Carles Rexach débute avec le FC Barcelone en 1965. Rexach remporte le Trophée Pichichi de meilleur buteur du championnat d'Espagne en 1971. Lors de la saison 1973-1974, il fait partie du Barça qui remporte le championnat avec Johan Cruijff. En 1979, il remporte la Coupe d'Europe des Vainqueurs de Coupe au cours d'une finale trépidante à Bâle face au Fortuna Düsseldorf au cours de laquelle il marque un but. 
Rexach met un terme à sa carrière de joueur en 1981 après avoir effectué toute sa carrière au sein du FC Barcelone. Avec 449 matchs officiels sous le maillot blaugrana, il fait partie des dix joueurs les plus capés de l'histoire du club catalan. Il fait aussi partie des dix meilleurs buteurs de l'histoire du club avec ses 122 buts en matchs officiels.

### Équipe d'Espagne
Carles Rexach débute avec l'Espagne à Valence le 23 avril 1969 contre la Suisse (victoire 1 à 0). Il dispute en tout 15 matchs avec la Roja et marque deux buts. Il participe à la Coupe du monde de 1978 en Argentine. C'est à cette occasion qu'il joue son dernier match avec l'Espagne le 3 juin 1978 contre l'Autriche (défaite 1-2).

## Carrière d'entraîneur
Entre 1981 et 1987, Carles Rexach entraîne les équipes juniors du FC Barcelone. Il fonde en 1984 une académie de football baptisée Escuela TARR, nom qui répond aux initiales des fondateurs : Torres, Asensi, Rexach et Rifé.
En 1987, Rexach intègre le staff de l'équipe première en devenant l'assistant de Luis Aragonés venu entraîner le Barça. Entre 1988 et 1996, Rexach est l'assistant de Johan Cruijff qui remplace Aragonés. Cruijff et Rexach mènent le Barça au sommet du football européen en créant la Dream team qui émerveille les amoureux du football avec son jeu flamboyant. En tant qu'assistant de Cruijff, Rexach remporte notamment la Ligue des champions en 1992 et quatre championnats d'Espagne consécutifs (1991, 1992, 1993 et 1994).
En 1991, Rexach prend provisoirement les rênes de l'équipe en raison des problèmes de santé de Johan Cruijff.
En 1996, Cruijff est démis de ses fonctions. Il est remplacé par Bobby Robson qui prend comme assistant le Portugais José Mourinho. Rexach reste au sein du staff en tant qu'observateur des équipes rivales et comme conseiller du recrutement de joueurs.
À la fin de 1996, Rexach part au Japon pour entraîner Yokohama Flügels. Son assistant est Jordi Roura. En 1999, Rexach revient dans le staff du FC Barcelone alors entraîné par Louis van Gaal. Lors de l'été 2000, il fait en sorte que Lionel Messi, alors âgé de 13 ans, intègre le centre de formation du FC Barcelone, La Masia.
Le 23 avril 2001, le président du club Joan Gaspart licencie l'entraîneur Lorenzo Serra Ferrer et propose à Rexach de terminer la saison comme entraîneur avec l'objectif de qualifier le Barça pour la Ligue des champions. Rexach accepte et dirige les sept derniers matchs de championnat du Barça : trois victoires, trois nuls et une défaite. L'équipe termine à la quatrième place et se qualifie pour la Ligue des champions grâce à un but miraculeux de Rivaldo à la dernière minute de la dernière journée marqué d'un splendide retourné depuis le bord de la surface de réparation.
Grâce à cette qualification européenne, Carles Rexach est confirmé à son poste pour la saison 2001-2002. C'est l'opportunité dont il avait toujours rêvé. Mais les résultats seront plutôt décevants : en 38 journées de championnat, Barcelone remporte 18 matchs, accumule 10 matchs nuls et perd à 10 reprises. Barcelone termine en quatrième position. La presse sportive catalane critique le jeu de l'équipe et les choix de Rexach, notamment en matière de recrutement (Christanval, Rochemback, Geovanni, Bonano, Saviola).
En juin 2002, Rexach est remplacé par Louis van Gaal. Rexach reste dans le staff mais sa tâche se limite à suivre les joueurs juniors qui pourraient intéresser le Barça. 
En juin 2003, un nouveau président succède à Joan Gaspart. Il s'agit de Joan Laporta qui va remodeler de fond en comble les structures du FC Barcelone. Après 44 années passées au sein du FC Barcelone, Carles Rexach quitte le club. 
À partir de 2010, il devient conseiller du nouveau président Sandro Rosell, grand rival de Joan Laporta.

## Directeur sportif
Le 12 février 2015, Carles Rexach et Ariedo Braida sont nommés à la tête de la direction sportive du FC Barcelone en remplacement d'Andoni Zubizarreta. Le 20 juillet 2015, il est relevé à son poste par Roberto Fernández. Rexach devient responsable du scouting national du Barça.

## Consultant
Carles Rexach commente l'actualité du FC Barcelone pour le quotidien sportif barcelonais El Mundo Deportivo.

### Joueur
- 1965-1981 : FC Barcelone  Espagne

### Entraîneur
- 1991 : FC Barcelone  Espagne (intérim)
- 1996-1998 : Yokohama Flügels  Japon
- 2001-2002 : FC Barcelone  Espagne

## Palmarès

### Joueur
- Vainqueur de la Coupe des Vainqueurs de Coupes en 1979
- Champion d'Espagne en 1974
- Vainqueur de la Coupe d'Espagne en 1968, 1971, 1978 et 1981

### Entraîneur
- Champion d'Espagne en 1991
- Vainqueur de la Coupe d'Espagne en 1988